# Álvaro Flórez Estrada
Álvaro Flórez Estrada (castellà: Álvaro Flórez-Estrada de la Pola y Navia)  (La Pola Somiedo, febrer 1766 - Noreña, 16 de desembre de 1853) va ser un economista, advocat i polític asturià. Va ser un dels economistes més distingits del seu temps i no perd actualitat.
Estudia humanitats a Grado i Dret en la Universitat d'Oviedo i es trasllada a Madrid, on es fa magistrat. Als trenta anys va ser nomenat per Manuel Godoy, tresorer general del Regne, càrrec que, després d'algun temps, va acabar per renunciar, en considerar el seu càrrec incompatible amb les conviccions liberals que professava. Retirat a Pola de Somiedo, la Junta General del Principat li nomena, en 1798, el seu procurador general.
Quan el 1808 es produeix l'aixecament d'Astúries contra Napoleó, ell, que intueix que «la lluita contra l'invasor no té sentit si no és al mateix temps una revolució política», redacta la Proclama de la Junta i també la Carta d'aquesta demanant ajuda al rei d'Anglaterra. En ser dissolta la Junta pel Marquès de la Romana, Flórez Estrada escapa a Sevilla per denunciar els fets a la Junta Suprema Central. Es queda a Sevilla i a Cadis; redacta un esbós de Constitució liberal, encara que monàrquica. Marxa a Londres, i allí exposa el seu ideari en les publicacions que fa el 1810 sobre la Introducción para la historia de la revolución de España i sobre l'Examen imparcial de las disensiones de la América con España.

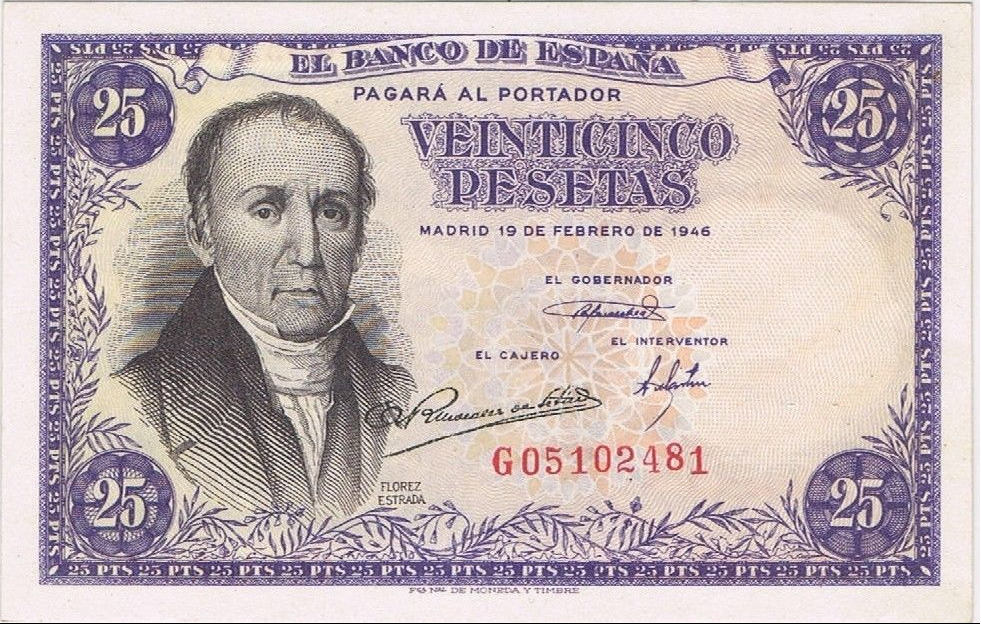
Bitllet de 25 pessetes del 1946 amb la imatge d'Álvaro Flórez Estrada

El 1812 va ser diputat de les Corts de Cadis. A Cadis funda un periòdic liberal, i en 1813 és nomenat Intendent Militar a Andalusia. Abandona el seu càrrec al cap de poc i es dedica a l'estudi de la història, les llengües i l'economia.
La seva participació en les Corts de Cadis i en societats maçòniques l'obliguen a fugir d'Espanya el 1814 quan la tornada de Ferran VII amenaça de condemnar-lo a mort, exiliant-se en Londres. La seva estada allí li permet entrar en contacte amb els economistes anglesos (David Ricardo, James Mill i Adam Smith) introduint a Espanya les seves idees. També va ser a Roma a oferir Carles IV la reposició en el tron si acceptava una monarquia constitucional. El 1818 va redactar una transcendental Representación al rey en defensa de las Cortes, que es va imprimir a Londres el 1819 i quan fou divulgada a Espanya va contribuir a renovar l'entusiasme pel règim constitucional i que va preparar el camí perquè Rafael de Riego decidís el seu alçament militar l'1 de gener de 1820, a Las Cabezas de San Juan.
Proclamada de nou la Constitució, va tornar a Espanya. Va intentar portar a la pràctica algun dels seus teòrics plans econòmics i industrials i va ser elegit diputat a Corts per Astúries. Al Congrés s'oposarà al projecte d'abolir les Societats patriòtiques, perquè ell defensa sempre la llibertat: «llibertat d'impremta, llibertat política, llibertat civil, llibertat de duanes, llibertat de comerç, llibertat de parlar i llibertat de tot serà el seu etern i més dolç cantar», s'ha escrit d'ell. Ja sense representació a les Corts, va redactar el 1822, amb Martínez Marina, el primer projecte del Codi Penal espanyol i el 3 de març de 1823 és nomenat ministre d'estat. Però, al mes següent, l'arribada dels Cent Mil Fills de Sant Lluís el va forçar a embarcar a Gibraltar per exiliar-se, de nou, a Londres.
Durant aquest nou exili, que durarà deu anys, publicà els llibres d'economia Efectos producidos en Europa por la baja en el producto de las minas de plata, Examen de la crisis comercial de Inglaterra i Curso completo de economía política.
Va tornar a Espanya a la mort de Ferran VII i va intervenir, de nou, en política. Representa Astúries a totes les legislatures des de 1834 fins a 1840. Defensa les idees amortitzadores de Juan Álvarez Mendizábal, encara que no els seus mètodes. Publica, referent a això, el seu treball Sobre la enajenación de los bienes nacionales (1836). Va proposar el repartiment de les terres desamoritzades a la pagesia. Escriu diversos llibres més sobre economia, com Elementos de Economía Política. El 1846 és nomenat senador vitalici i, ancià de vuitanta-set anys, mor al palau de Miraflores de Noreña el 16 de desembre de 1853. El seu nom està inscrit al monument que Oviedo té dedicat als economistes i hisendistes asturians. Un petit i notable retrat seu, per un anònim anglès, pot veure's al Museu de Belles Arts d'Astúries.
Va escriure un llibre de text que va ser estudiat en tot l'àmbit de la llengua espanyola durant anys.